# Lophomerum clavuligerum
Lophomerum clavuligerum är en svampart som först beskrevs av Speg., och fick sitt nu gällande namn av Darker 1967. Lophomerum clavuligerum ingår i släktet Lophomerum och familjen Rhytismataceae.   Inga underarter finns listade i Catalogue of Life.